# Ana Eurídice Eufrosina de Barandas
Ana Eurídice Eufrosina de Barandas (8 de septiembre de 1806-23 de junio de 1863) fue una poeta, cuentista y autora feminista brasileña. Ha sido llamada la primera novelista de su país.

## Biografía
Ana de Barandas nació en Porto Alegre en 1806. En 1822, se casó con un abogado portugués, Joaquim Pena Penalta, con quien tuvo dos hijas y un hijo que murió en la infancia. Ana y su esposo vivieron en Río de Janeiro para escapar de la Guerra de los Farrapos y regresaron a Porto Alegre en 1841. Se divorció en 1841, logrando asegurar la responsabilidad total de sus dos hijos sobrevivientes y manteniendo las propiedades adquiridas del matrimonio.
Comenzó a escribir durante la Guerra de Farroupilha, y algunos de sus escritos fueron recopilados y publicados en Ramalhete (1845). El volumen contenía: algunos sonetos de amor; 'a queda de Safo', un relato alegórico; 'Lembrança saudosa', relato de la destrucción de la casa de su infancia en Belmonte; 'Eugênia ou a Filósofa apaixonada', una historia romántica; y 'Diálogos', un diálogo filosófico en el que una joven Mariana argumenta contra su padre y su primo para defender la capacidad de razonamiento femenino e idoneidad de la participación de las mujeres en el debate político.
Se desconoce la fecha de su muerte, aunque a veces se menciona como 1856.

## Obras
- O ramalhete ou flores escolhidas no jardim da imaginação [El ramo, o flores escogidas del jardín de la imaginación]. 1845. 2ª ed. (ed. Hilda Hübner Flores) O ramalhete . Porto Alegre, RS, Brasil: Nova Dimensão: EDIPUCRS, 1990.